# Harlan (cráter)
Harlan es un cráter de impacto situado cerca de la extremidad suroriental de la Luna. Se encuentra justo al noreste del cráter Marinus. Al noreste se halla la llanura murada inundada del cráter Abel, y al sureste aparece el Mare Australe.
Este cráter tiene un borde exterior desgastado, con un cráter unido al brocal en su lado noreste y un borde meridional irregular. La pared interna se ha desplomado para formar una serie de terrazas a lo largo del lado noroeste. El suelo interior ha resurgido por el flujo de lava basáltica, produciendo una superficie nivelada, casi sin rasgos distintivos y con un albedo inferior al de su entorno.
Harlan fue designado previamente como Marinus D antes de recibir su nombre actual de la UAI.